# Энтодерма

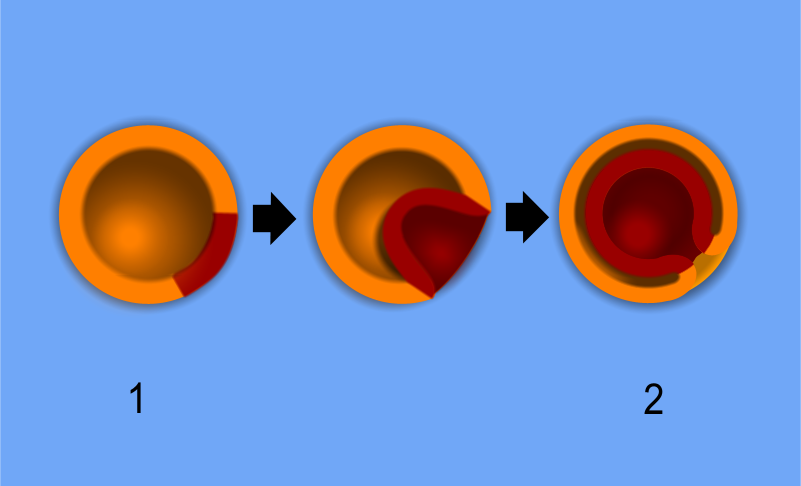
Формирование энтодермы (на рисунке показана красным)

Энтоде́рма (от греч. ἐντός — «внутренний» и δερμα — «кожа»), или энтобла́ст, — внутренний зародышевый листок многоклеточных животных.
У первичноротых энтодерма выстилает полость первичной кишки, из неё образуется средняя кишка и все её добавочные железы.
У вторичноротых образует внутренний слой кишечной трубки.
У позвоночных из энтодермы развивается слизистая оболочка всего кишечника и связанные с ним железы (печень, поджелудочная железа и др.).
У рыб, кроме того — плавательный пузырь и внутренние жабры, а у высших позвоночных — лёгкие.
Энтодерма и её производные у хордовых животных оказывают индукционное влияние на развитие хордомезодермы и некоторых производных эктодермы (рот, анус, жаберные щели, наружные жабры) и, в свою очередь, для нормального развития нуждаются во влияниях, исходящих от различных экто- и мезодермальных закладок.